# Přistání (kniha)
Přistání je název knihy, kterou napsal český spisovatel Karel Blažek. Jedná se o žánr science fiction.

## Technická data o knize
Vydavatel knihy bylo brněnské nakladatelství Blok v roce 1979. Vytištěna byla v Brně v nákladu 14 000 knih. Grafické úpravy obálky a vazby udělal Václav Houf. Prodejní cena byla 19 Kč. Má 176 stran, samotný příběh je stran 169.

## Obsah knihy
Mladík Adam, který je povoláním ošetřovatel zvířat v zoo, žije svůj všední život v Čechách na sklonku 20. století . Zajímá se o astronomii, ovšem mnohem víc o děvčata. Náhodně se seznámí s záhadnou dívkou Lucií a zamiluje se. V příběhu hrají velkou roli jeho sny, plné výjevů rázu sci-fi. Příběh končí přistáním hvězdoletu mimozemšťanů z Danebu na Zemi u města Adama. Tajemná Lucie, přezdívaná jimi Zářící, byla předsunutou agentkou výpravy. 
Podstatou, největší částí románku je líčení milostného vzplanutí Adama k dívce Lucii, motiv SF je druhotný.   